# Kuszliki
Kuszliki (biał. Кушлікі, ros. Кушлики) – wieś w rejonie połockim obwodu witebskiego Białorusi. Wieś wchodzi w skład sielsowietu adamowskiego.
W czasach Wielkiego Księstwa Litewskiego wieś była siedzibą starostwa niegrodowego. W 1661 roku, w trakcie wojny polsko-rosyjskiej 1654-1667, w pobliżu wsi odbyła się bitwa, w której wojska polsko-litewskie pokonały armię rosyjską.